# ユリウス・テオドール・クリスティアン・ラッツェブルク

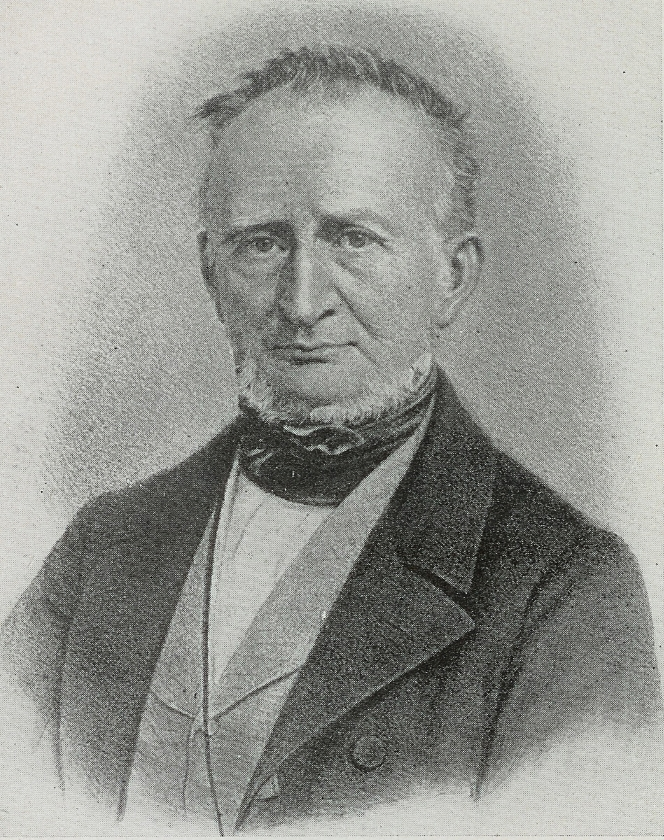
Julius Theodor Christian Ratzeburg

ユリウス・テオドール・クリスティアン・ラッツェブルク（Julius Theodor Christian Ratzeburg、1801年2月16日 - 1871年10月24日）はドイツの昆虫学者、森林学者である。

## 生涯
ベルリンで生まれた。父親はベルリン獣医学校の教授である。ベルリン大学で1821年から植物学などを学び、1828年にベルリン大学の私講師となった。ベルリン大学の創設と科学の分野に貢献したアレクサンダー・フォン・フンボルト、ヴィルヘルム・フォン・フンボルト兄弟に知られることになり、1831年は高名な森林学者、ファイル（Wilhelm Pfeil）に招かれて、エバースヴェルデの高等森林学校（Höhere Forstlehranstalt）の教授となり、引退まで高等森林学校の実験樹木園で働いた。
害虫の樹木に対する寄生の研究のパイオニアで、「応用昆虫学」の創設者とされる。多くの著作があり、ヨハン・フリードリヒ・フォン・ブラントの共著の"Medizinische Zoologie" （「医療動物学」）の著者としても知られる。

## 著作

### 昆虫学分野
- Die Forstinsekten, Berlin 1837–1844, three volumes and a supplement.; re-edition at Vienna 1885.
- Die Waldverderber und ihre Feinde, Berlin, 1841
- Die Nachkrankheiten und die Reproduktion der Kiefer nach dem Fraß der Forleule, Berlin, 1862.
- Die Waldverderbnis oder dauernder Schaden, welcher durch Insektenfraß, Schälen etc. an lebenden Waldbäumen entsteht, Berlin, 1866–1868, two volumes.

### その他著作
- Handbuch der Zoopharmakologie für Thierärzte . Vol. 1&2 . Berlin 1801 Digital edition by the University and State Library Düsseldorf
- Medizinische Zoologie, Brandtと共著, Berlin, 1827–1834, two volumes.
- Abbildung und Beschreibung der in Deutschland wild wachsenden Giftgewächse, Brandt (1802-1879) 、Philipp Phoebus (1804-1880)と共著, Berlin 1834; new edition in 1838.
- Forstnaturwissenschaftliche Reisen, Berlin 1842.
- Die Standortsgewächse und Unkräuter Deutschlands, Berlin 1859.
- Forstwissenschaftliches Schriftstellerlexikon, Berlin 1872–1873.